# Kamil Özdağ
Kamil Özdağ (ur. 7 marca 1953 w Akyazı) – turecki zapaśnik walczący w stylu wolnym. Olimpijczyk z Montrealu 1976, gdzie odpadł w eliminacjach w kategorii do 52 kg.
Zajął szóste miejsce na mistrzostwach Europy w 1978 roku.